# İTÜ SK (szachy)
İTÜ SK, pełna nazwa İstanbul Teknik Üniversitesi Spor Kulübü – turecki klub szachowy z siedzibą w Stambule, dwukrotny mistrz kraju.

## Historia
Szachowa sekcja İTÜ SK – zrzeszenia sportowego przy Uniwersytecie Technicznym w Stambule – powstała w 1998 roku pod kierownictwem Alego Nihata Yazıcıego. W tym samym roku klub awansował do 1. Satranç Ligi. W latach 1999–2000 zespół zajmował trzecie miejsce w lidze. W 2001 roku klub zdobył mistrzostwo Turcji. W latach 2002–2003 uzyskano wicemistrzostwo. W 2011 roku zespół zajął czwarte miejsce. Rok później klub uzyskał wicemistrzostwo. W sezonie 2014 klub zdobył mistrzostwo kraju. Skład drużyny stanowili wówczas m.in. Pentala Harikrishna, Władisław Artiemjew, Emre Can, Ołeksandr Ipatow, Michaił Gurewicz, Vahap Şanal i Żansaja Abdumalik. W 2016 roku klub zajął dwunaste miejsce w rozgrywkach i spadł z ligi.

## Arcymistrzowie w historii klubu
- Władisław Artiemjew[8]
- Wiktor Bołogan[10]
- Emre Can[11]
- Pawło Eljanow[12]
- Michaił Gurewicz[8]
- Pentala Harikrishna[8]
- Ernesto Inarkijew[12]
- Ołeksandr Ipatow[10]
- Mustafa Yılmaz[10]